# Port Elgin, Ontario
Port Elgin är en ort i Kanada.   Den ligger i provinsen Ontario, i den sydöstra delen av landet, 500 km väster om huvudstaden Ottawa. Port Elgin ligger 201 meter över havet och antalet invånare är 12 500.
Terrängen runt Port Elgin är platt. Närmaste större samhälle är Saugeen Shores, 2,8 km sydost om Port Elgin. 
Trakten runt Port Elgin består till största delen av jordbruksmark. Runt Port Elgin är det glesbefolkat, med 8 invånare per kvadratkilometer.